# Isami Kondō
Isami Kondō (jap. 近藤 勇 Kondō Isami; ur. 9 listopada 1834, zm. 17 maja 1868) – dowódca (kyokuchō) Shinsengumi, specjalnego oddziału pełniącego funkcje policyjne w Kioto w ostatnim okresie siogunatu Tokugawa. 
Urodził się w bogatej rodzinie chłopskiej w Tamie w pobliżu Edo (obecnie Tokio). Przez całe życie starał się zostać samurajem, co dla syna chłopa było bardzo trudne z powodu obowiązującego w okresie Edo sztywnego podziału klasowego społeczeństwa. Był trzecim synem rolnika, Hisajirō Miyagawy. Pierwotnie nazywał się Katsugorō Miyagawa. 
Trzeci, dziedziczny mistrz stylu Tennen-rishin-ryū, Shūsai Kondō (Shūsuke), widząc jego potencjał jako szermierza, wyraził życzenie adoptowania go w wieku 15 lat. Od tego momentu chłopiec ćwiczył kenjutsu w dōjō Shieikan w pobliżu Edo, a następnie także nauczał. W sierpniu 1861 został czwartym z kolei mistrzem Tennen-rishin-ryū (miał wówczas 26 lat). Miał żonę i córkę Tamako, która urodziła się na krótko przed jego wyjazdem do Kioto.
W 1863 Kondō wraz z kilkoma uczniami (Toshizō Hijikata, Keisuke Yamanami i Sōji Okita) dołączył do Rōshigumi. Po zerwaniu z Hachirō Kiyokawą pozostali w Kioto i utworzyli Miburo Rōshigumi. Zostali podporządkowani klanowi Aizu i pełnili funkcje policyjne w Kioto. Po incydencie Kinmon-no hen (rebelia przed pałacem cesarskim w Kioto, zwana także "rebelią Hamaguri", od nazwy bramy pałacu), mającym miejsce 18 sierpnia, oddział zmienił nazwę na Shinsengumi. W czerwcu 1864, członkowie Shinsengumi stali się dobrze znani z aresztowania grupy ekstremistów podczas incydentu w gospodzie Ikedaya).
W styczniu 1868, w czasie bitwy pod Toba-Fushimi, Kondō powrócił do Edo, walcząc z nową armią cesarską. Po przegranej bitwie został schwytany. 25 kwietnia ścięto go, nie pozwalając na seppuku przynależne samurajowi, ponieważ wywodził się z rodziny chłopskiej. Jego głowa była wystawiona w Sanjō-Kawara w Kioto. Nie wiadomo, co stało się z jego ciałem. 
Isami Kondō, pod swoim imieniem i nazwiskiem, występuje w anime Hakuōki Shinsengumi Kitan i jako Isao Kondō w Gintama.